# Universidade Vida Pacífica
A Universidade Vida Pacífica (em inglês:   Life Pacific University) é uma universidade privada pentecostal localizada em San Dimas (Califórnia), nos Estados Unidos da América. É afiliada à Igreja Quadrangular.

## História

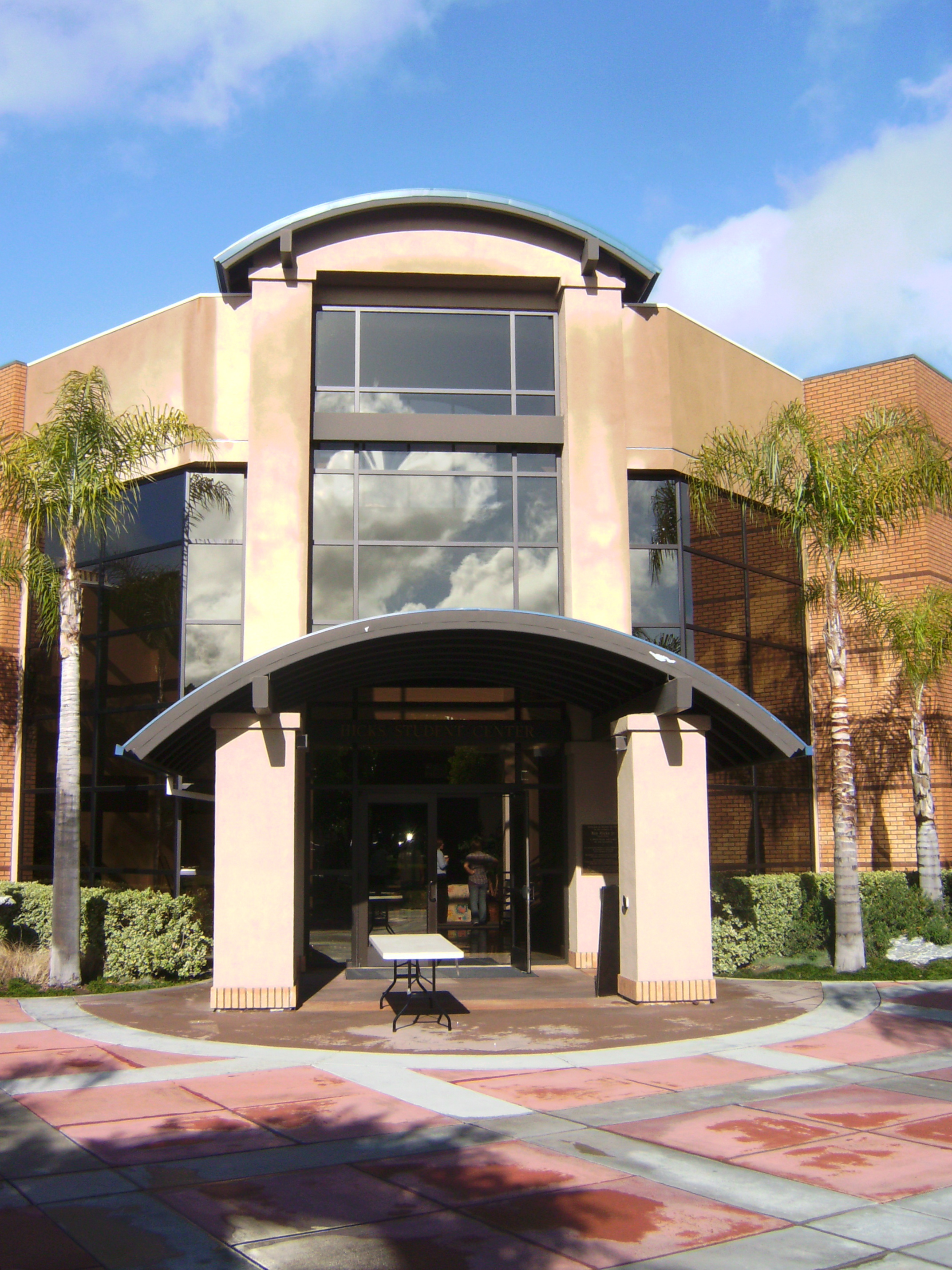
Hicks Center.

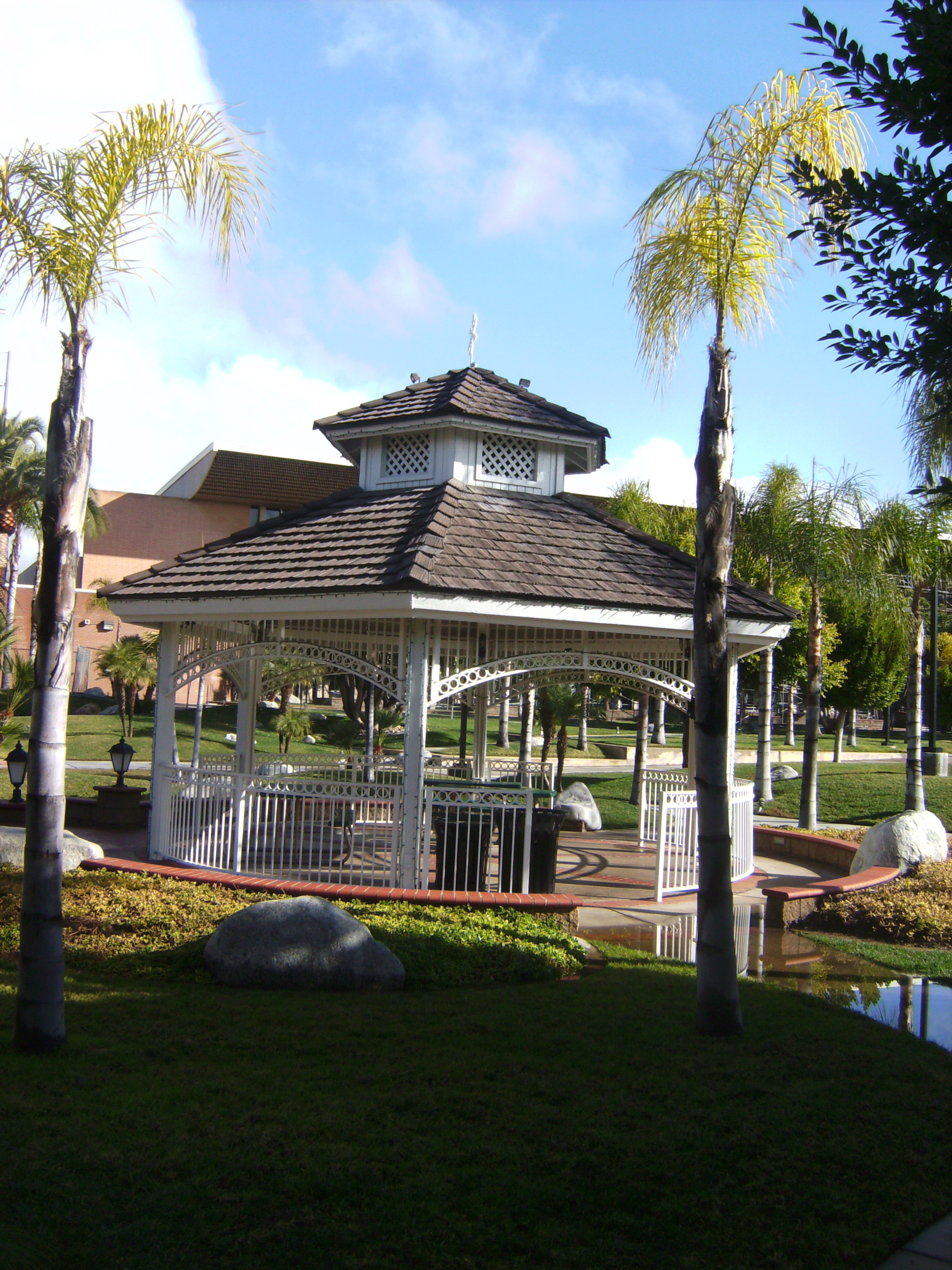
Centro do Campus da universidade.

A universidade foi fundada como Echo Park Evangelistic and Missionary Training Institute por Aimee Semple McPherson em Los Angeles em 1923.  Em 1926, assumiu o nome de LIFE Bible College. Em 1990, ela se mudou para San Dimas (Califórnia).  No início dos anos 2000, foi renomeado como Life Pacific College. Em 2019 tornou-se uma universidade.  Para o ano de 2021-2022, teve 551 alunos. 